# Kurkuli
Kurkuli (en rus: Куркули) és un poble de l'óblast de Kémerovo, a Rússia, que en el cens del 2010 tenia 110 habitants, pertany al districte de Mariïnsk.